# Parque do Passatempo
O Parque do Passatempo (em galego:  Parque do Pasatempo ou em castelhano:  Parque del Pasatiempo), situado na cidade de Betanzos, é um parque construído inicialmente em 1893 e concluído em 1914, às instâncias do benfeitor e emigrante betanceiro na Argentina, Juan García Naveira.

## História e características
Foi uma iniciativa inovadora e única em seu género, precursora dos actuais parques temáticos. Sobre uma superfície total, cerca de nove hectares, combinava na parte plana do terreno, um amplo jardim recreativo, com variada vegetação, lagoas e passeios, junto à zona do Passatempo propriamente dito, constituído por terraços sucessivos que ascendiam pela aba do monte, com estátuas, relevos e construções que buscavam reflectir lugares e feitos de todo o mundo, conformando o que se denominou como um autêntico parque enciclopédico ao serviço da ilustração da população de Betanzos e os seus visitantes e que figurava nas guias de viagem de sua época. Eles foram utilizados nas construções materiais inovadoras e uma estética entre modernista e romântica mediante a distribuição dos espaços com numerosos elementos relativos à cultura universal, inspirados na visão que haviam proporcionado a Juan García das distintas viagens que realizou.
A porta da parte baixa estava custodiada por dois grandes leões, hoje desaparecidos como boa parte dos elementos ornamentais desta zona e comunicava com a avenida dos Imperadores Romanos, com bustos em mármore e com a avenida dos Álamos, com estátuas de famosos escritores. Nestes jardins, com um labirinto vegetal e uma estufa e numerosas fontes, lagoas e estátuas, erigiu-se uma estátua dos próprios irmãos, hoje na praça principal de Betanzos.
Na parte alta, as estruturas se distribuíam em cinco níveis aos que chegavam através de escadarias e passagens subterrâneas imitando grutas pré-históricas, nas que ainda se conservam as figuras de dois dinossauros e com grandes explanadas e miradouros da cidade. No nível inferior foi construído o lago do Retiro, com uma ilha central, no qual havia duas estátuas imitando figuras romanas, bordadas por um cuidadoso mosaico com motivos de peixes. Nas paredes do lago, completamente decoradas com conchas de diferentes moluscos, há relevos representando um balão e um funicular. Num dos muros que separam um nível de outro esculpiram-se relevos de grande tamanho representando uma viagem ao Egito, com a Pirâmide de Quéops, a Muralha da China e o Canal do Panamá. No centro desta parede se abria a boca de um complexo entrecruzado de grutas pela qual ascendia ao nível superior, com um amplo terraço-mirante, onde destaca-se um enorme leão. A partir daí existia o parque zoológico, hoje extinto e também a zona mais alta do parque, convertida em miradouro.

## Decadência e recuperação
Depois da morte do mecenas Juan García em 1933, deu começo à decadência ao parque, mas a deterioração acelerou quando o parque foi dedicado a campo de concentração para prisioneiros republicanos após a Guerra Civil Espanhola. No pós-guerra o parque ficou abandonado e foi objecto de roubos e actos de vandalismos durante anos. Na década de 1940 foi construída uma estrada que atravessava o parque, deixando num lado os jardins e no outro as edificações do Passatempo. O jardim foi transformado em hortas e depósito de entulhos, que acabou estragando quase definitivamente as estruturas, estátuas e relevos. 
Não foi até 1986 quando o Concelho comprou o parque para poder reconstruí-lo e recentemente iniciaram as obras da restauração e reabilitação com os fundos europeus da superfície que ainda se conserva. Uma passagem elevada permite contemplar os jardins desde certa altura, assim como a parte do parque do outro lado da estrada.
O passatempo é um dos lugares de turismo recomendados para os peregrinos que fazem o Caminho Inglês.

## Galeria

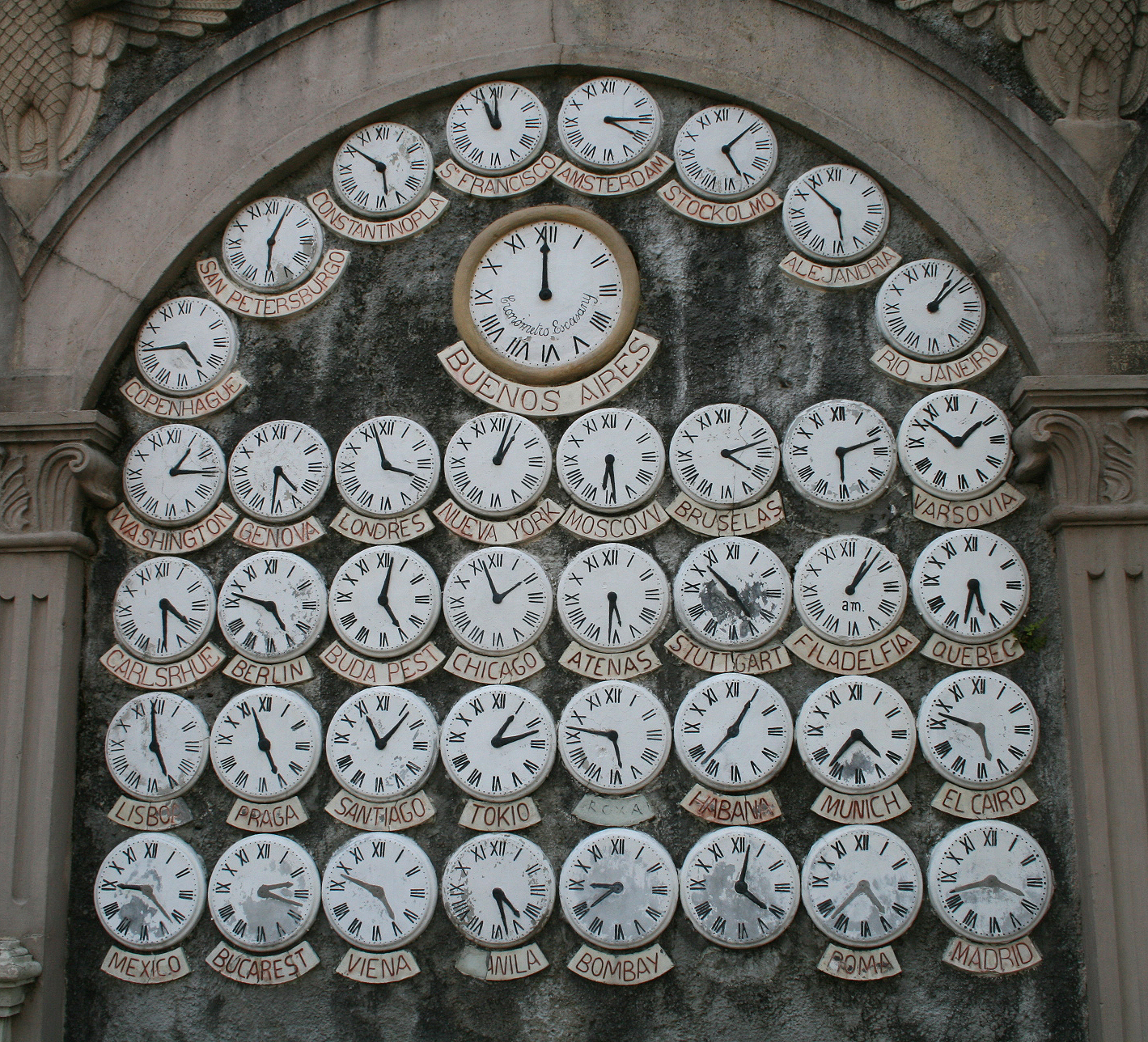
Relógios do mundo
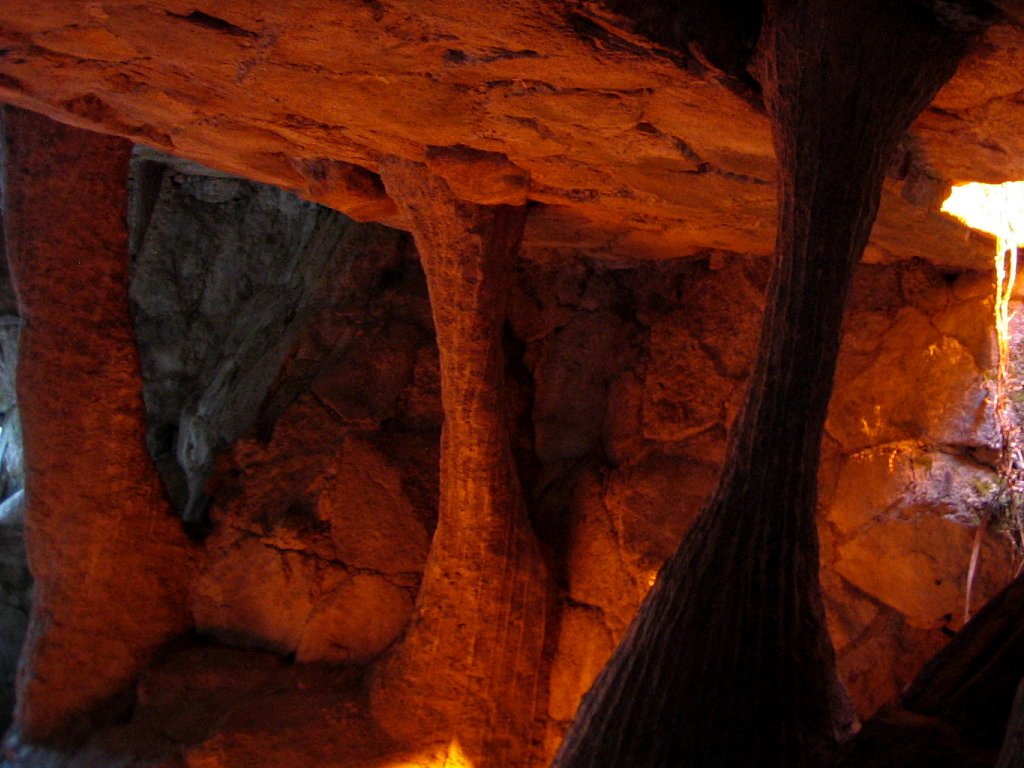
Gruta
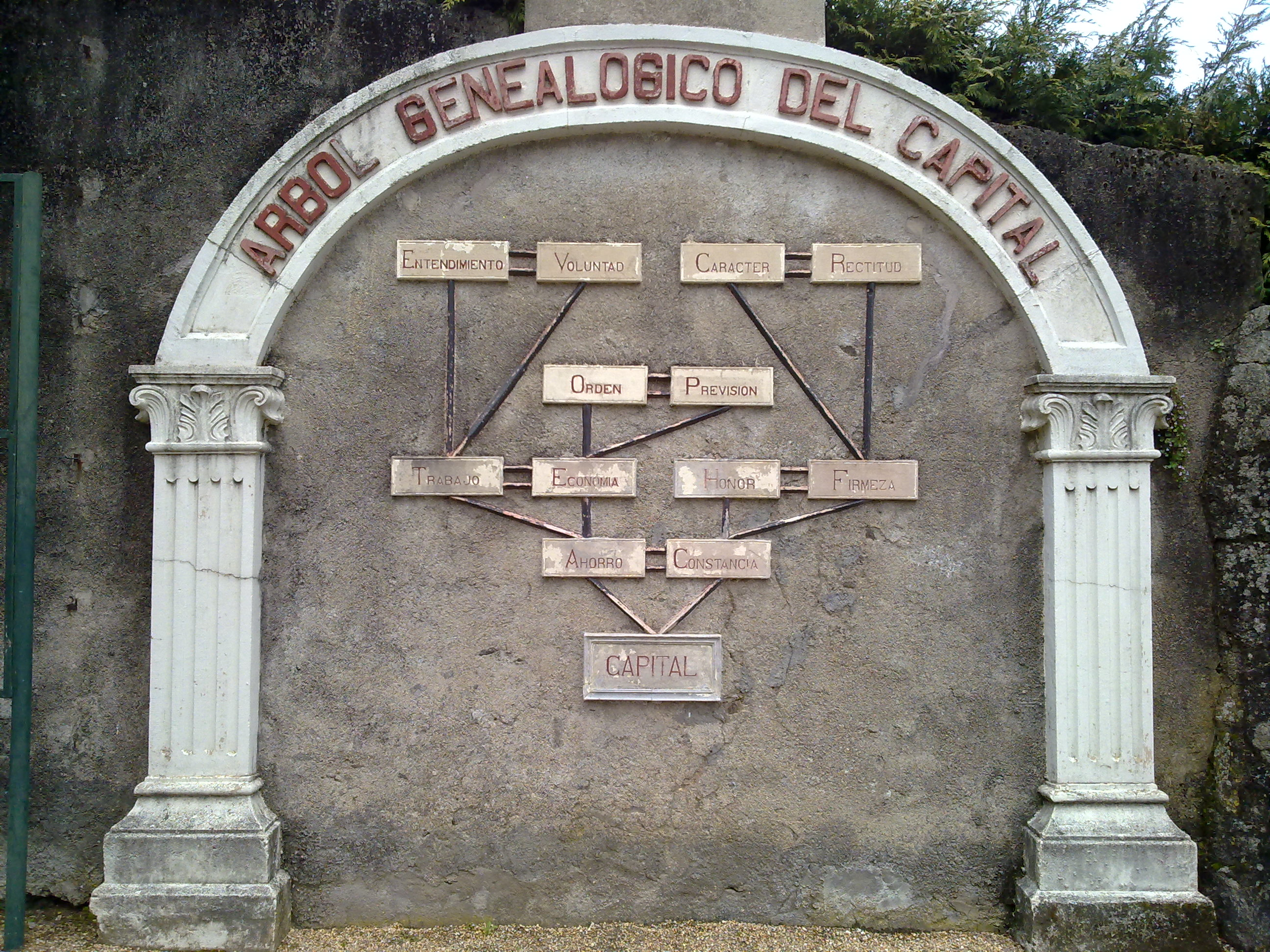
Árvore genealógica do Capital